# Caecidotea reddelli
Caecidotea reddelli is een pissebed uit de familie Asellidae. De wetenschappelijke naam van de soort is voor het eerst geldig gepubliceerd in 1968 door Steeves.